# پرندگان سخنگو

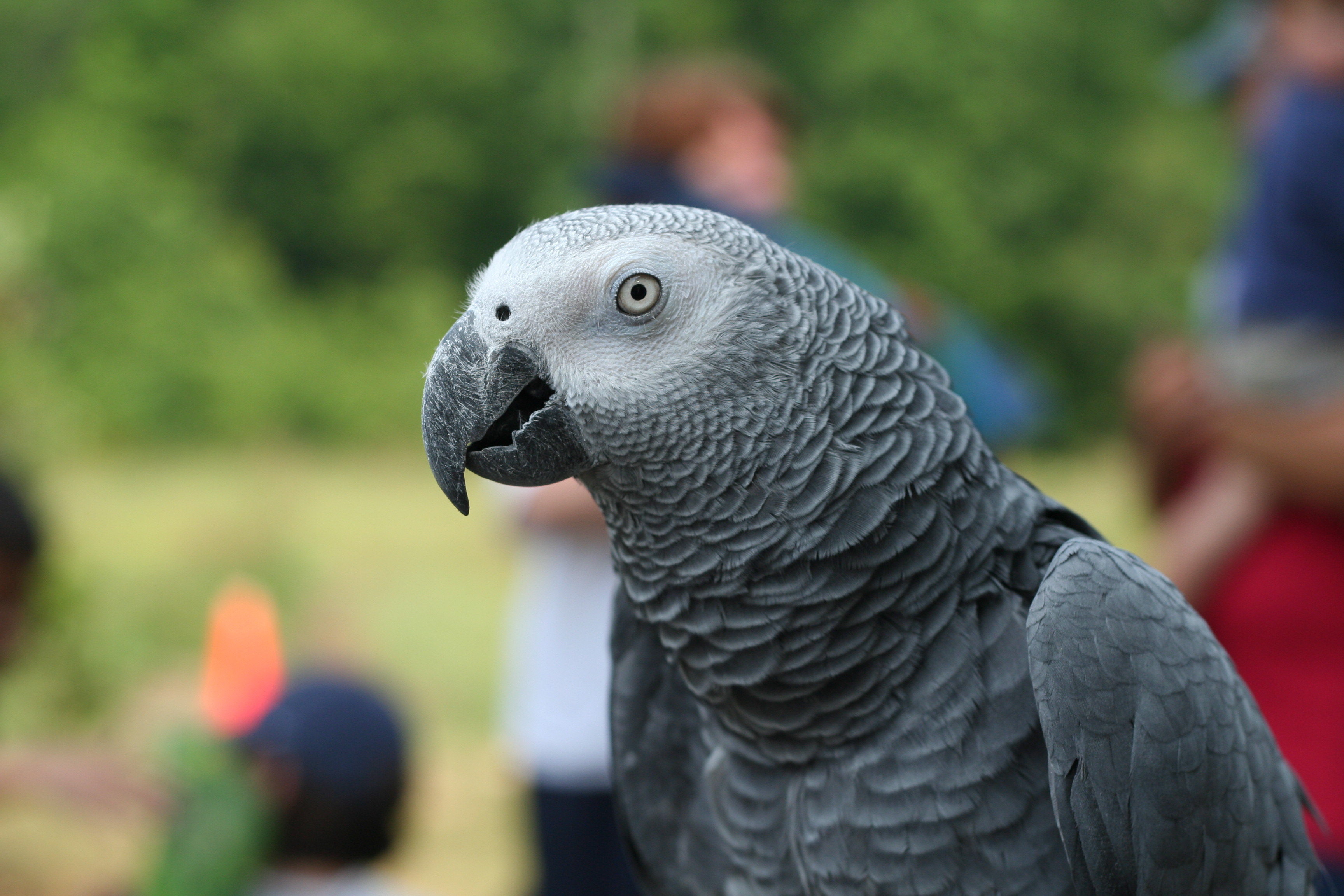
کاسکو، نوعی طوطی با هوشی معادل یک انسان ۴–۶ ساله

پرندگان سخنگو پرندگانی هستند که می‌توانند گفتار و کلمات انسان را تکرار و تقلید کنند. پرندگان سخنگو دارای درجات مختلفی از هوش و ذکاوت و توانایی گفتار می‌باشند. بعضی از آن‌ها همانند کلاغ با این که از باهوش‌ترین پرندگان محسوب می‌شوند توانایی تکرار تنها چند واژه را بیشتر ندارند این در حالی است که گونه مرغ عشق توانایی حتی حفظ و به زبان آوردن بیش از دو هزار واژه را دارد. مینای تل مشهورترین پرنده‌ای است که منظور تقلید صدا نگهداری می‌شود ضمن اینکه سار اروپایی از خویشاوندان مینا در زمینه تقلید صدا پرندگان چیره‌دستی هستند.